# Championnats du monde de slalom (canoë-kayak) 2021
Navigation
Édition précédente Édition suivante
Les championnats du monde de canoë-kayak slalom 2021, quarantième édition des championnats du monde de slalom en canoë-kayak, ont lieu du 22 septembre au 26 septembre 2021 au Stade d'eaux vives de Čunovo à Bratislava, en Slovaquie.
Du fait de l'exclusion de la Russie par le Tribunal arbitral du sport de toutes compétitions internationales jusqu'en décembre 2022, les céistes et kayakistes russes ne peuvent représenter officiellement la Russie. Ils participent donc de manière « neutre » à la compétition en représentant leur fédération sportive, la fédération russe de canoë-kayak (Russian Canoe Federation en anglais).

## Résultats

### Hommes

#### Canoë
| Épreuve       | Or                                                       | Or      | Argent                                              | Argent  | Bronze                                                       | Bronze   |
| ------------- | -------------------------------------------------------- | ------- | --------------------------------------------------- | ------- | ------------------------------------------------------------ | -------- |
| C1            | Václav Chaloupka (CZE)                                   | 92 s 02 | Alexander Slafkovský (SVK)                          | 92 s 17 | Franz Anton (GER)                                            | 94 s 10  |
| C1 par équipe | France Martin Thomas Denis Gargaud Chanut Nicolas Gestin | 95 s 34 | Tchéquie Lukáš Rohan Václav Chaloupka Vojtěch Heger | 96 s 03 | Slovaquie Matej Beňuš Marko Mirgorodský Alexander Slafkovský | 100 s 83 |

#### Kayak
| Épreuve        | Or                                                 | Or      | Argent                                              | Argent  | Bronze                                             | Bronze  |
| -------------- | -------------------------------------------------- | ------- | --------------------------------------------------- | ------- | -------------------------------------------------- | ------- |
| K1             | Boris Neveu (FRA)                                  | 83 s 92 | Marcello Beda (ITA)                                 | 87 s 75 | Joan Crespo (ESP)                                  | 87 s 90 |
| K1 par équipe  | France Boris Neveu Mathieu Biazizzo Benjamin Renia | 91 s 64 | Slovaquie Jakub Grigar Martin Halčin Adam Gonšenica | 93 s 49 | Slovénie Peter Kauzer Martin Srabotnik Niko Testen | 94 s 84 |
| Slalom extrême | Joseph Clarke (GBR)                                |         | Finn Butcher (NZL)                                  |         | Mario Leitner (AUT)                                |         |

### Femmes

#### Canoë
| Épreuve       | Or                                                        | Or       | Argent                                                | Argent   | Bronze                                                | Bronze   |
| ------------- | --------------------------------------------------------- | -------- | ----------------------------------------------------- | -------- | ----------------------------------------------------- | -------- |
| C1            | Elena Apel (GER)                                          | 99 s 03  | Mallory Franklin (GBR)                                | 99 s 34  | Gabriela Satková (CZE)                                | 102 s 50 |
| C1 par équipe | Tchéquie Tereza Fišerová Gabriela Satková Martina Satková | 110 s 43 | Espagne Núria Vilarrubla Klara Olazabal Miren Lazkano | 112 s 00 | RCF Alsu Minazova Polina Mukhgaleeva Zulfiia Sabitova | 118 s 05 |

#### Kayak
| Épreuve        | Or                                                            | Or       | Argent                                                                 | Argent   | Bronze                                                  | Bronze   |
| -------------- | ------------------------------------------------------------- | -------- | ---------------------------------------------------------------------- | -------- | ------------------------------------------------------- | -------- |
| K1             | Ricarda Funk (GER)                                            | 94 s 80  | Elena Apel (GER)                                                       | 97 s 31  | Kimberley Woods (GBR)                                   | 97 s 90  |
| K1 par équipe  | Grande-Bretagne Kimberley Woods Fiona Pennie Mallory Franklin | 101 s 24 | Tchéquie Kateřina Minařík Kudějová Antonie Galušková Lucie Nesnídalová | 106 s 71 | Slovaquie Eliška Mintálová Jana Dukátová Soňa Stanovská | 107 s 72 |
| Slalom extrême | Jessica Fox (AUS)                                             |          | Elena Apel (GER)                                                       |          | Evy Leibfarth (USA)                                     |          |

## Tableau des médailles
- Pays organisateur (Slovaquie)

| Rang  | Nation           | Or | Argent | Bronze | Total |
| ----- | ---------------- | -- | ------ | ------ | ----- |
| 1     | France           | 3  | 0      | 0      | 3     |
| 2     | Allemagne        | 2  | 2      | 1      | 5     |
| 2     | Tchéquie         | 2  | 2      | 1      | 5     |
| 4     | Grande-Bretagne  | 2  | 1      | 1      | 4     |
| 5     | Australie        | 1  | 0      | 0      | 1     |
| 6     | Slovaquie        | 0  | 2      | 2      | 4     |
| 7     | Espagne          | 0  | 1      | 1      | 2     |
| 8     | Italie           | 0  | 1      | 0      | 1     |
| 8     | Nouvelle-Zélande | 0  | 1      | 0      | 1     |
| 10    | Autriche         | 0  | 0      | 1      | 1     |
| 10    | États-Unis       | 0  | 0      | 1      | 1     |
| 10    | RCF              | 0  | 0      | 1      | 1     |
| 10    | Slovénie         | 0  | 0      | 1      | 1     |
| Total | Total            | 10 | 10     | 10     | 30    |